# Отворен музикален модел
Отвореният музикален модел е икономическа и технологична рамка за звукозаписната индустрия, базиран на изследвания, проведени в Масачузетския технологичен институт. Той прогнозира, че възпроизвеждането на предварително записана музика ще се разглежда по-скоро като услуга, отколкото като индивидуално продавани продукти и че единствената система за цифрово разпространение на музика, която ще бъде приложима срещу пиратството, е система, базирана на абонамент, поддържаща споделяне на файлове и безплатно управление на цифрови права. Изследването също така посочва, че 9 щатски долара на месец за неограничена употреба ще бъде пазарната клирингова цена по това време, но препоръчва 5 долара на месец като дългосрочна оптимална цена.
От създаването си през 2002 г. редица негови принципи са възприети в звукозаписната индустрия и той е посочен като основа за бизнес модела на много музикални абонаментни услуги.

## Общ преглед
Моделът твърди, че има пет необходими изисквания за осъществяване на търговска мрежа за дигитално разпространение на музика:
| # | Изискване                     | Описание |
| - | ----------------------------- | --- |
| 1 | Свободно споделяне на файлове | потребителите трябва да могат свободно да споделят файлове помежду си                                                 |
| 2 | Свободни файлови формати      | съдържанието трябва да се разпространява в отворени формати без ограничения от системи за управление на цифрови права |
| 3 | Свободно членство             | притежателите на авторски права трябва да могат свободно да се регистрират, за да получат плащане                     |
| 4 | Свободно плащане              | плащането трябва да се приема през множество средства и системи, а не чрез затворена система                          |
| 5 | Свободна конкуренция          | трябва да съществуват множество такива системи, които могат да си взаимодействат, а не проектиран монопол             |

Моделът е предложен от Шуман Госемаюмдър в неговия изследователски труд от 2002 г. „Усъвършенствани бизнес модели, базирани на връстници“ в MIT Sloan School of Management (училище по мениджмънт). От следващата година вече се нарича Отворен музикален модел.
Моделът предлага промяна в начина, по който потребителите взаимодействат с пазара на цифрова собственост: вместо да се разглежда като стока, която се купува от онлайн доставчик, музиката ще се третира като услуга, предоставяна от индустрията, като фирми, базирани на модела, служат като посредници между музикалната индустрия и нейните потребители. Моделът предлага да се предостави на потребителите неограничен достъп до музика на цена от 5 щатски долара на месец (от 2002 г.), въз основа на изследване, което показва, че това може да бъде дългосрочна оптимална цена, която се очаква да донесе общ доход от над 3 милиарда щатски долара годишно.
Изследването демонстрира нуждата от програми на трети страни за споделяне на файлове. Доколкото интересът към определена част от дигиталната собственост е висок и рискът от придобиване на стоката чрез незаконни средства е нисък, хората естествено ще се насочват към услуги на трети страни като Napster, Morpheus, BitTorrent и The Pirate Bay).
Изследването показа, че потребителите биха използвали услуги за споделяне на файлове не толкова заради разходи, а поради удобство, което показва, че услугите, които осигуряват достъп към най-голямо количество музика, ще бъдат най-успешните.

## Приемане от индустрията
Моделът прогнозира провала на онлайн системите за разпространение на музика, базирани на управление на цифрови права.
Критиките към модела включват, че той няма да елиминира проблемът за пиратството. Други се противопоставят, че всъщност това е най-доброто решение срещу пиратството, тъй като пиратството е „неизбежно“. Поддръжниците твърдят, че той предлага превъзходна алтернатива на настоящите методи, основани на правоприлагането, използвани от звукозаписната индустрия. Едно стартиращо предприятие в Германия, Playment, обявява плановете си да адаптира целия модел към търговска среда като основа за своя бизнес модел.
Няколко аспекта на модела са възприети от звукозаписната индустрия и нейните партньори с течение на времето:
„Защо четирите големи музикални компании биха се съгласили да позволят на Apple и други да разпространяват музиката им, без да използват системи за управление на цифрови права за защита? Най-простият отговор е, защото управлението на цифрови права не работеше и може никога да не работи, за да спре музикалното пиратство.“
- Премахването на управлението на цифровите права представлява голяма промяна за индустрията. През 2007 г. Стив Джобс, главен изпълнителен директор на Apple, публикува писмо,[12] призоваващо за прекратяване на DRM в музиката. Няколко месеца по-късно Amazon.com стартира магазин за индивидуални MP3 без DRM.[13] Една година по-късно iTunes Store премахва DRM за повечето си отделни записи.[14]
- Откритото плащане бе сравнително лесно за изпълнение и iTunes Store предлага подаръчни карти, които могат да бъдат закупени с пари в брой, от стартирането му през 2003 г.
- През 2010 г. Rhapsody обявява на своите абонати, използващи iPhone, възможност за изтегляне.[15]
- През 2011 г. Apple стартира своята услуга iTunes Match с абонаментен модел, поддържащ споделяне на файлове между собствените устройства на потребителя.[16] Въпреки това, цената на абонамента не включва разходите за придобиване на съдържание, което все пак ще трябва да бъде закупено на база песен от iTunes Store.
- Ценообразуване, близко до предложената от модела цена от $5 на месец или неговата цена за клиринг от $9 на месец, е възприето от много платформи:
  - През 2005 г. Yahoo! Музиката стартира на цена от $5 на месец с управление на цифрови права.
  - През 2011 г. Spotify въведе премиум абонамент с управление на цифрови права за $5 на месец в Съединените щати.[17]
  - През 2011 г. Microsoft Zune предлага абонаментна услуга за теглене на музика с управление на цифрови права, известна като  Zune Pass, на стойност $10 на месец.
  - През 2012 г. Google Play Music стартира неограничен стрийминг на музика за абонаментна цена от $9,99 на месец.[18] Потребителите могат да качват свои собствени MP3 файлове в услугата и да ги изтеглят, но не могат да изтеглят песни, които не са качили сами.
  - През 2014 г. Amazon добави стрийминг на музика с управление на цифрови права към услугата си Amazon Prime.[19]
  - През 2015 г. Apple представи Apple Music, която ще предложи неограничен стрийминг на песни, кодирани с FairPlay управление на цифрови права за абонаментна цена от $9,99 на месец, и ще компенсира изпълнителите въз основа на популярността на песните. Според съобщенията Apple е искала да навлезе на пазара с по-ниска цена, но е била притисната от звукозаписни компании да приемат по-висока абонаментна такса.[20]